# Jürgen Jendrossek
Jürgen Jendrossek (Berlijn, 24 april 1948) is een Duits voormalig voetballer die als rechter aanvaller en middenvelder speelde.
Jendrossek begon zijn loopbaan in 1966 bij 1. FC Köln waarmee hij in 1968 de DFB Pokal won. Tijdens Europese wedstrijden tegen ADO Den Haag trok Jendrossek de aandacht van Nederlandse clubs. Een overgang naar NAC ketste eind 1968 af op de transfersom. In 1969 ging de rechtsbuiten bij NEC in Nederland spelen. In zijn eerste seizoen scoorde hij 15 doelpunten in de Eredivisie maar in zijn tweede seizoen in Nijmegen kwam hij in conflict met trainer Wiel Coerver. De club verkocht hem in 1971 aan Arminia Bielefeld. Tussen 1973 en 1977 speelde hij bij SG Wattenscheid 09 waarna hij zijn loopbaan in 1981 besloot bij SC Viktoria Köln. Vervolgens was hij nog actief als speler-coach van FC Pesch 1956. Na zijn loopbaan begon Jendrossek een tabakszaak in Keulen.